# Herte
Herte är en by i  Bollnäs kommun tidigare Bollnäs socken i Gävleborgs län,

## Beskrivning
Byn ligger ca 10 km söder om Bollnäs, bebyggelsen ligger till stor del längs den allmänna vägen mot Hällbo. Byn gränsar i öster mot den intilliggande sjön Nedra Herten. Herte består av både jordbruksfastigheter och villabebyggelse. 

## Historia

### Bollnässtugan
Från gården Knubbens flyttades år 1892 till Skansen i Stockholm, en knuttimrad så kallad "helgdagsstuga" som fick namnet Bollnässtugan. Knubbens har anor från 1600-talet och låg först centralt i Herte och flyttades senare upp på en kulle intill byn innan helgdagsstugan i slutet av 1800-talet flyttades till Skansen. I Herte har funnits en småskola, ett mindre sågverk, en diversehandel, pensionat samt ett kontor för Jordbrukskassan. Här ligger också Jönses Loge som var en omtyckt och välbesökt dansloge från 1950-talet ända in på 1970-talet.

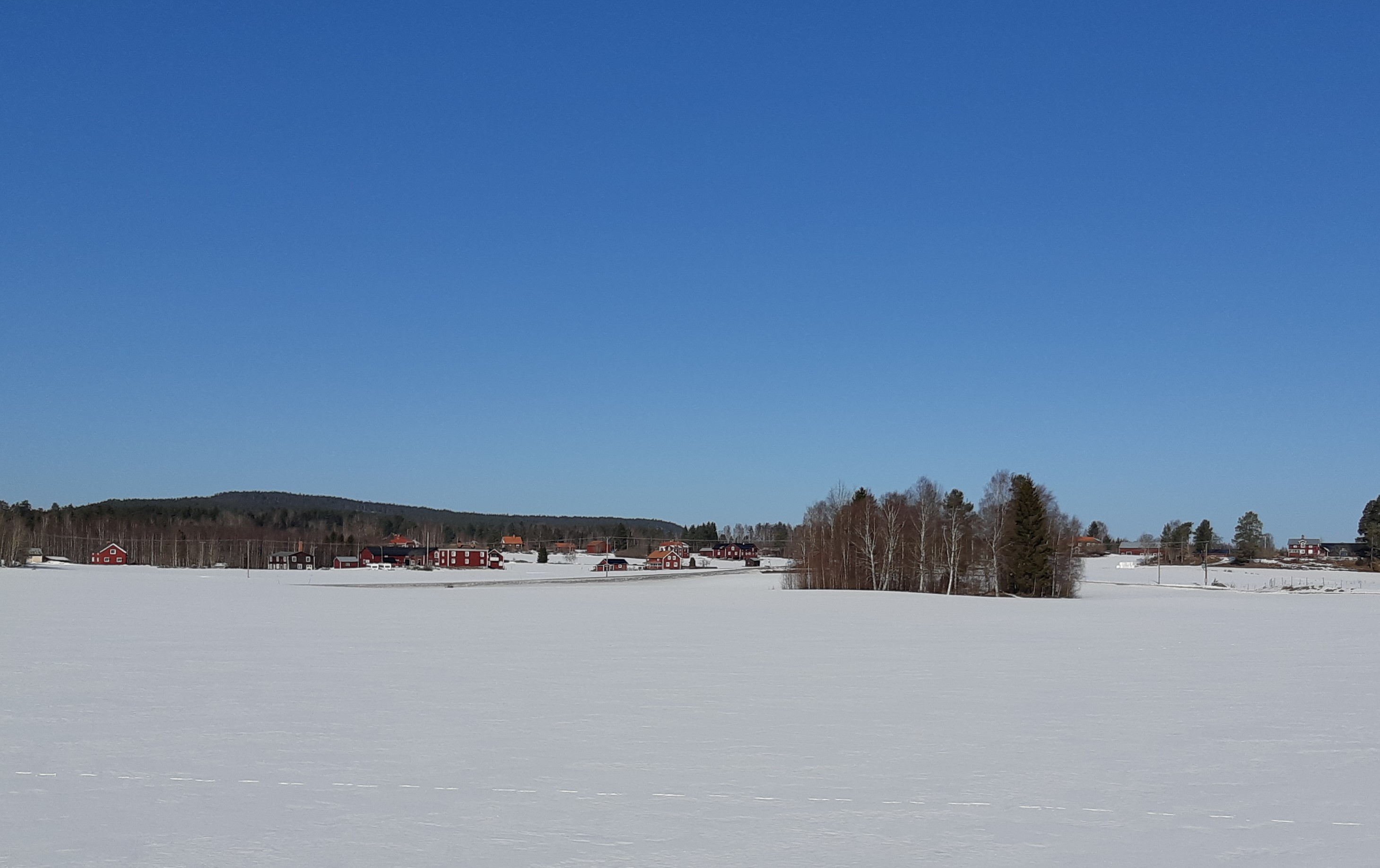
Del av byn Herte
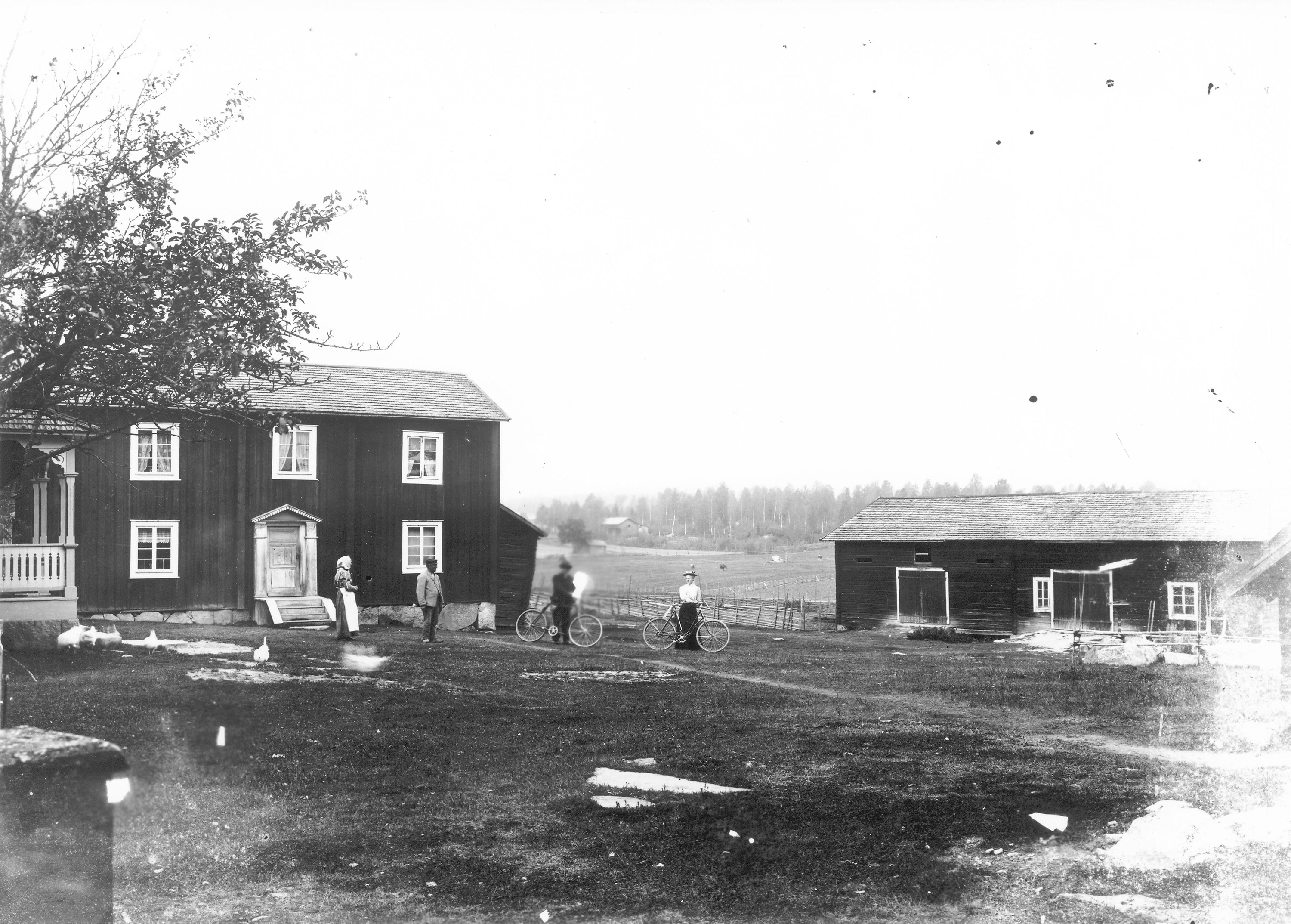
Gården Knubbens i Herte.
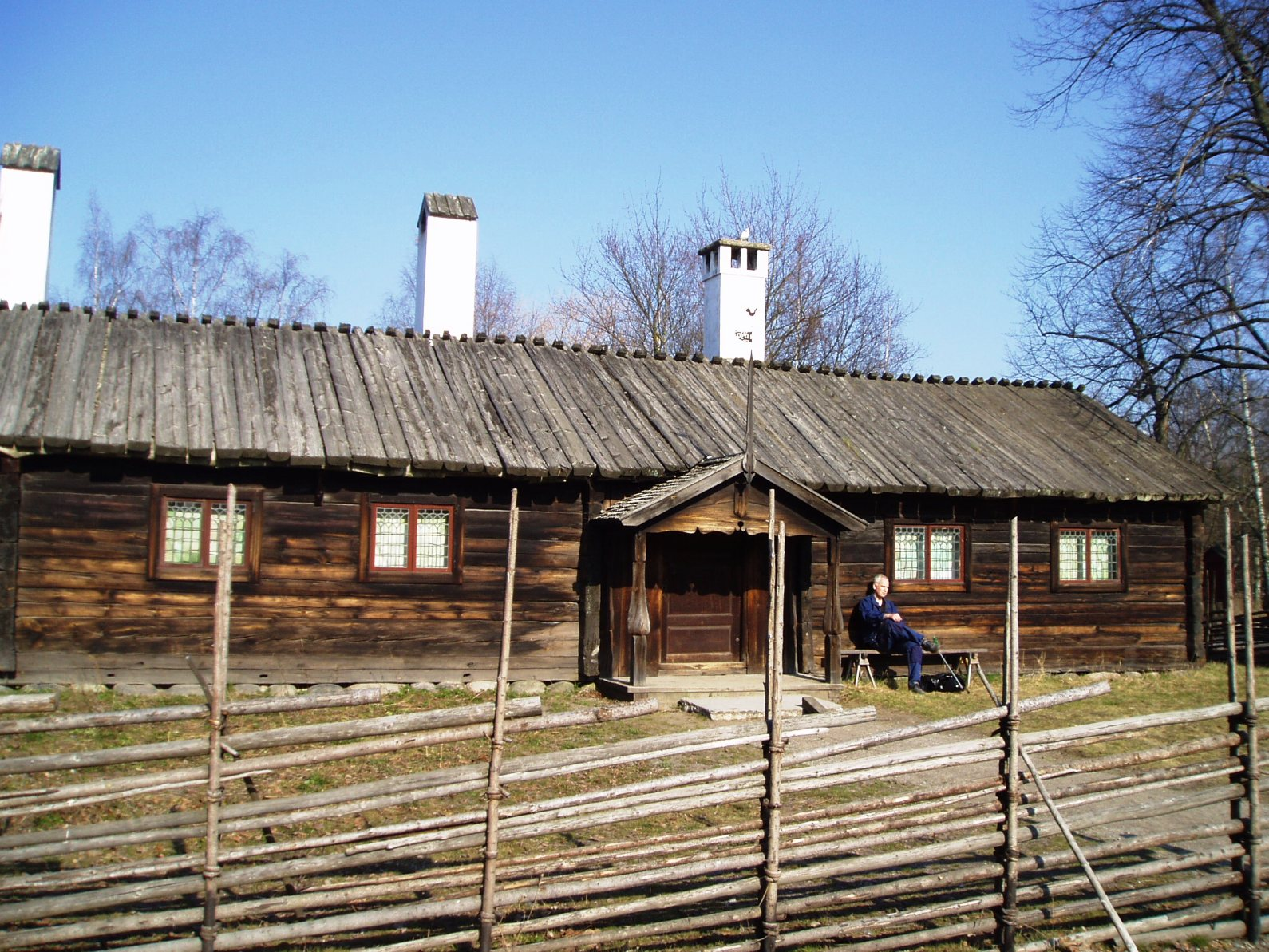
Bollnässtugan på Skansen från gården Knubbens i Herte.

### Elektrifiering
Elektrifieringen i byn inleddes med att Utomhertens elektriska aktiebolag bildades år 1917. Beslut togs att ansluta sig till Landaforsens kraftaktiebolag. Landafors ledningsnät fanns redan framdraget till Sörfly i Hanebo socken, högspänningsledningen höll en spänning av 5000 volt (5 kV). Från Sörfly i grannsocknen byggdes ledningsnätet ut via Östansjö, Hå fram till Herte och vidare mot Görtsbo, Hertsjö samt till Finnfara. 1 augusti 1930 upphörde leveransen från Landafors efter att Bollnäs sockens elverk tog över nätet, matningen av ledningsnätet skedde därefter från Sunnerstaholms gamla kraftverk. Ledningsnätet delades därefter vid Östansjö och förbindelsen från Sörfly på en sträcka av drygt 1,5 kilometer raserades där den passerade över sockengränsen.